# Надежда (Феодосійський район)
Наде́жда (до 1948 року — Шолта́к, крим. Şoltaq) — село Феодосійського району Автономної Республіки Крим. Розташоване на півдні району.

## Історія
Поблизу села виявлено поховання скіфа-воїна в бронзовому шоломі, панцирі і з набором бронзових стріл (IV—III ст. до н. ери).